# Галкін Володимир Васильович
Володимир Васильович Галкін (нар. 29 травня 1947, місто Сєверодонецьк, тепер Луганської області) — український радянський діяч, апаратник Сєверодонецького виробничого об'єднання «Азот» Луганської області. Депутат Верховної Ради УРСР 9—10-го скликань.

## Біографія
Дитячі роки провів у селищі Пролетарському біля міста Сєверодонецька. Закінчив восьмирічну школу та хіміко-механічний технікум.
З 1967 року — технік, інженер проєктно-конструкторського бюро тресту «Донхімрембудмонтаж».
З 1969 року — апаратник Сєверодонецького хімічного комбінату (виробничого об'єднання «Азот») Луганської області.
Освіта вища. Закінчив вечірнє відділення Рубіжанського філіалу Луганського машинобудівного інституту.
Член КПРС з 1972 року.
Потім — на пенсії в місті Сєверодонецьку Луганської області.

## Нагороди
- орден Трудового Червоного Прапора
- ордени
- медалі
- лауреат премії Ленінського комсомолу